# Majdan (Pniówno)
Majdan – część wsi Pniówno w Polsce położona w województwie lubelskim, w powiecie chełmskim, w gminie Wierzbica.
W latach 1975–1998 Majdan położony był w województwie chełmskim.